# Xã Golden Valley, Quận Williams, Bắc Dakota
Xã Golden Valley (tiếng Anh: Golden Valley Township) là một xã thuộc quận Williams, tiểu bang Bắc Dakota, Hoa Kỳ. Năm 2010, dân số của xã này là 19 người.